# Siamo donne (album)
Siamo donne è un album della cantante italiana Jo Squillo, pubblicato nel febbraio 2012 sotto etichetta Azzurra Music.

## Descrizione
Uscito a quattordici anni di distanza dalla raccolta Siamo donne e altri successi e a diciotto dall'album in studio 2p LA ± xy = (NOI), il disco è il settimo album in studio, e primo album di cover, di Jo Squillo. L'album è composto interamente da canzoni dedicate all'universo femminile: sono presenti sette cover di artisti italiani e internazionali (Fiorella Mannoia, Zucchero Fornaciari, Neri per Caso, Edoardo Bennato, Ligabue, John Lennon e Aretha Franklin), una nuova versione dance del brano eponimo Siamo donne, cantata solamente da Jo Squillo e non più in duetto con Sabrina Salerno come l'originale del 1991, e altri due recenti brani della cantante (Donne al sole, singolo del 2000, e La vita è femmina, brano del 2010). Dall'album non sono stati estratti singoli.

## Tracce
1. Siamo donne – 3:49 – (brano di Jo Squillo e Sabrina Salerno, 1991)
2. Quello che le donne non dicono – 3:48 – (brano di Fiorella Mannoia, 1987)
3. Donne – 3:09 – (brano di Zucchero Fornaciari, 1985)
4. Le ragazze – 3:31 – (brano dei Neri per caso, 1995)
5. Le ragazze fanno grandi sogni – 3:09 – (brano di Edoardo Bennato, 1995)
6. La vita è femmina – 3:23
7. Le donne lo sanno – 4:14 – (brano di Luciano Ligabue, 2006)
8. Woman – 3:30 – (brano di John Lennon, 1981)
9. (You Make Me Feel Like) A Natural Woman – 4:01 – (brano di Aretha Franklin, 1967)
10. Donne al sole – 4:21

Durata totale: 36:55